# Breeze Airways

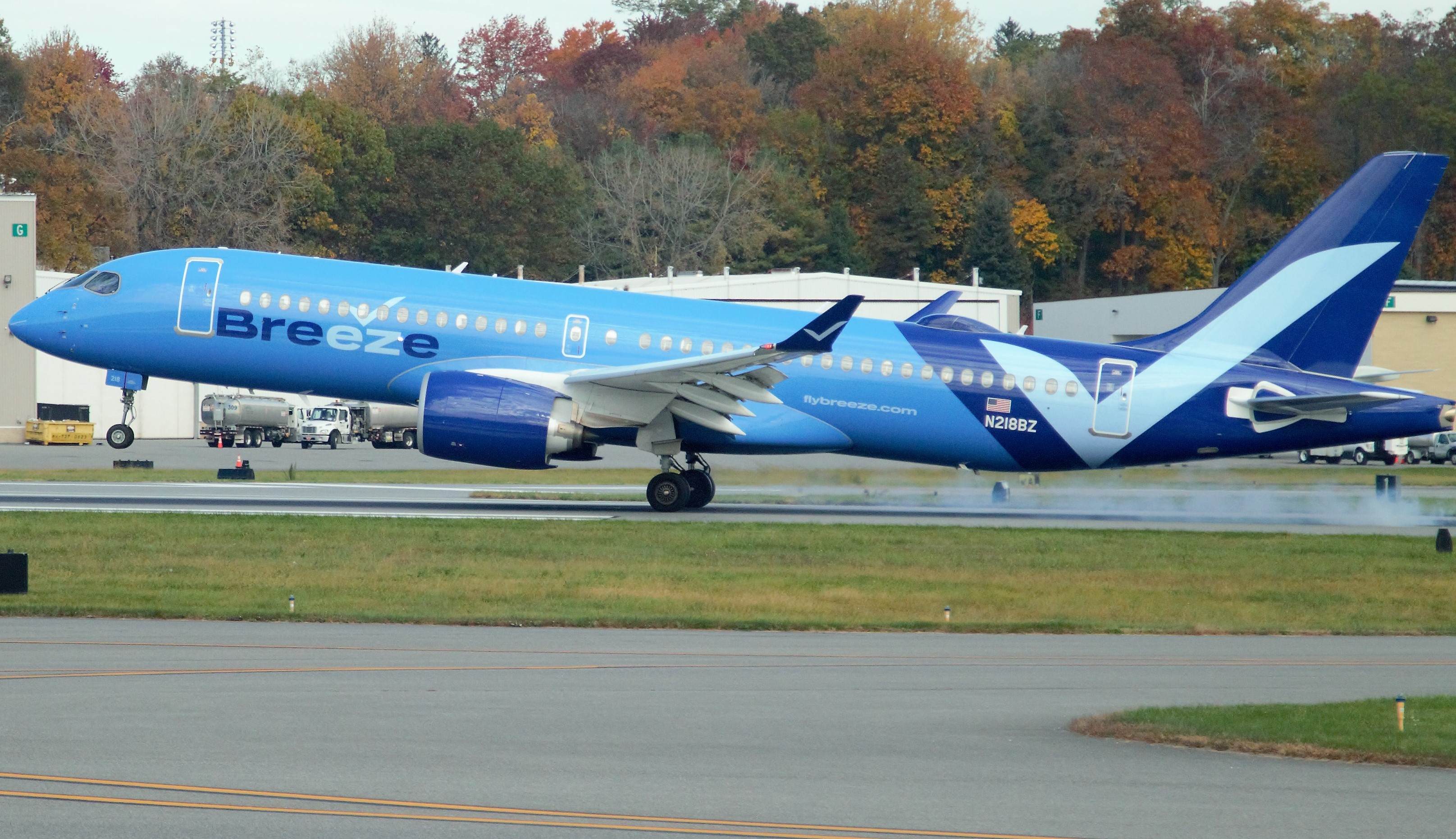
Airbus A220 Breeze Airways lądujący w Port lotniczy hrabstwa Westchester

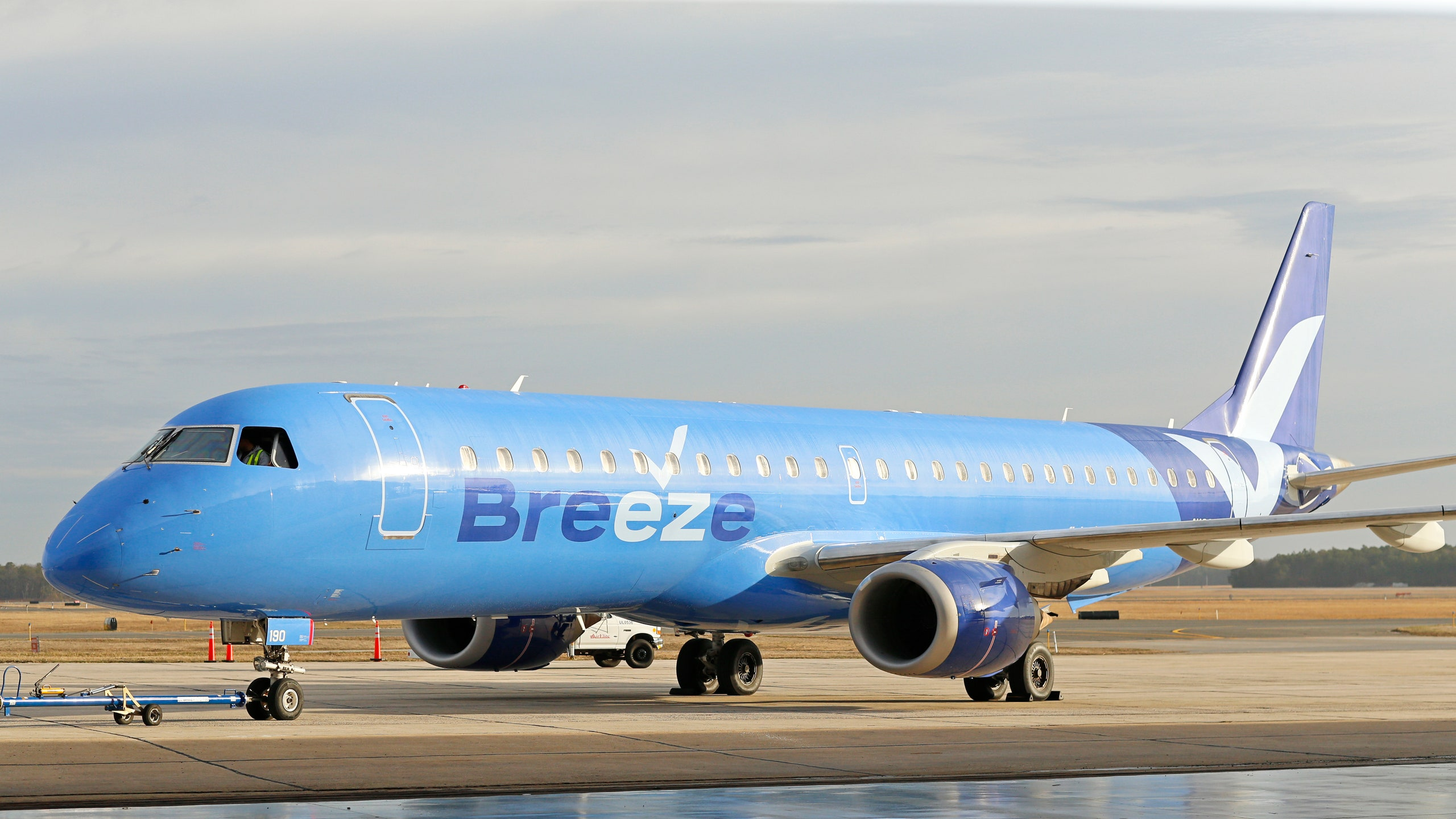
Embraer 190 w barwach linii

Breeze Airways – amerykańskie linie lotnicze z siedzibą w Cottonwood Heights.
Zostały założone przez przedsiębiorcę Davida Neelmana, współzałożyciela linii WestJet, JetBlue Airways i Azul Linhas Aéreas. 27 maja 2021 linie rozpoczęły prowadzenie działalności operacyjnej pod obecną nazwą.

## Flota
Według stanu na marzec 2025 flota Breeze Airways składała się z 51 samolotów o średnim wieku 5,8 lat:
| Samolot         | Samolot | Samolot   | Liczba miejsc | Liczba miejsc | Liczba miejsc | Uwagi |
| Model           | Aktywne | Zamówione | B             | E             | Łącznie       | Uwagi |
| --------------- | ------- | --------- | ------------- | ------------- | ------------- | ----- |
| Airbus A220-300 | 38      | -         | 12            | 125           | 137           |       |
| Embraer ERJ-190 | 10      | -         | -             | 108           | 108           |       |
| Embraer ERJ-195 | 3       | -         | -             | 124           | 124           |       |
| Łącznie         | 51      | 0         |               |               |               |       |

## Kierunki lotów
Według stanu na marzec 2025 Breeze Airways realizował połączenia krajowe na 70 kierunkach w Stanach Zjednoczonych.